# Omni Parker House
Omni Parker House es un hotel histórico en Boston, Massachusetts, fundado en 1855. La estructura hotelera actual data de 1927. Ubicado en la esquina de School Street y Tremont, no lejos de la sede del gobierno del estado de Massachusetts, el hotel ha sido durante mucho tiempo una cita para los políticos. Omni Parker House es miembro de Historic Hotels of America, el programa oficial del National Trust for Historic Preservation.

## Historia

### SigloXIX

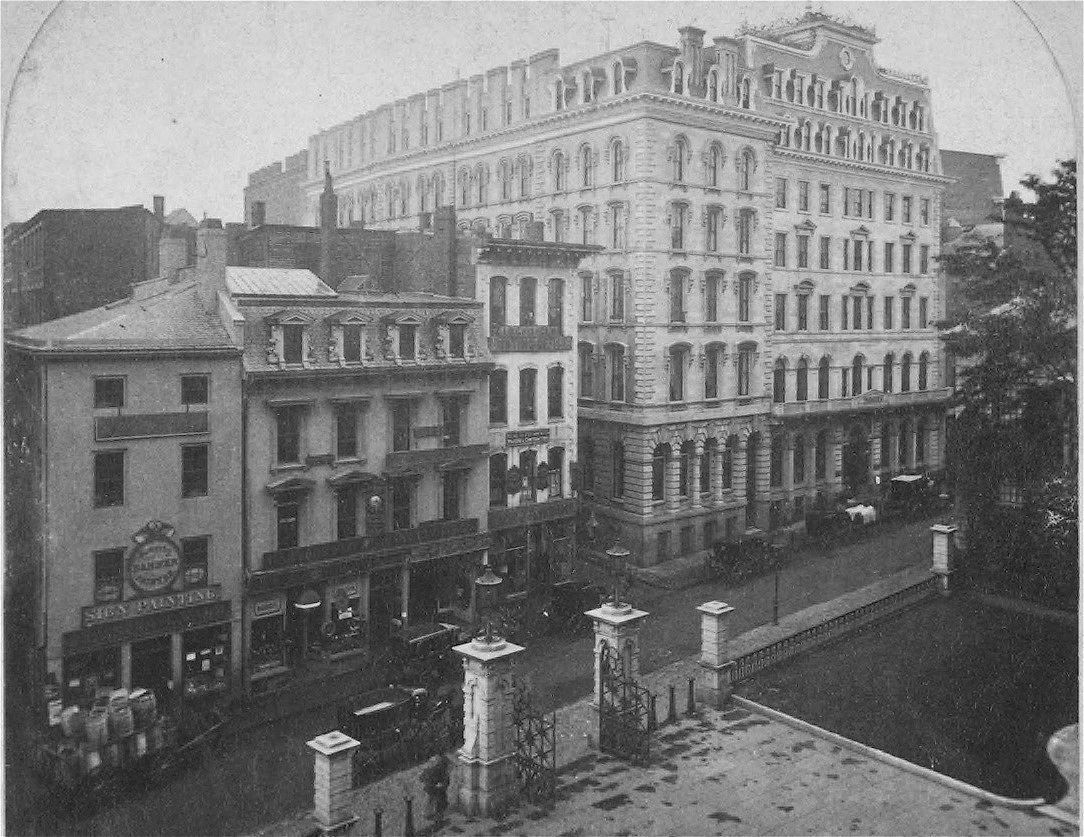
The Parker House como lucía en 1866, once años después de su apertura

El Parker House Hotel fue establecido por Harvey D. Parker e inaugurado el 8 de octubre de 1855. Se realizaron adiciones y modificaciones al edificio original a partir de solo cinco años después de su apertura.
El hotel albergaba el Saturday Club, que se reunía el cuarto sábado de cada mes, excepto durante julio, agosto y septiembre. Entre los miembros del Saturday Club del siglo XIX se encontraban el poeta, ensayista y trascendentalista destacado Ralph Waldo Emerson, el poeta y editor de The Atlantic Monthly James Russell Lowell, el novelista Nathaniel Hawthorne, los poetas John Greenleaf Whittier y Henry Wadsworth Longfellow, el diplomático Charles Francis Adams, el historiador Francis Parkman y el sabio de la ciudad Dr. Oliver Wendell Holmes, Sr.
Charles Dickens residió en Parker House durante cinco meses entre 1867 y 1868 en sus propios apartamentos; primero recitó e interpretó "A Christmas Carol" para el Saturday Club en Parker House, luego nuevamente para el público adorador en el cercano Tremont Temple. Parker House actualmente posee la puerta de la habitación de invitados de Dickens cuando se quedó en 1867 y el espejo que usó para los ensayos.
El hotel introdujo en América lo que se conoció como el Plan Europeo . Antes de ese momento, los hoteles estadounidenses habían incluido las comidas en el costo de una habitación y las ofrecían solo en horarios establecidos. The Parker House cobraba solo por la habitación, las comidas se cobraban por separado y se ofrecían cuando el huésped lo deseaba.
El actor John Wilkes Booth se hospedó en el hotel del 5 al 6 de abril de 1865, ocho días antes de asesinar a Abraham Lincoln . Al parecer, estaba en Boston para ver a su hermano, el actor Edwin Booth, que actuaba allí. Mientras estaba en Boston, se vio a Booth practicando en un campo de tiro cerca de Parker House.
Entre 1866 y 1925, aumentó de tamaño con nuevos pisos y adiciones, y finalmente expandió su huella a más de 41,400 pies cuadrados de terreno, la mayor parte del lote de la ciudad bordeado por las calles Tremont, School y Bosworth y Chapman Place.
Parker House creó el postre estatal de Massachusetts, Boston Cream Pie; inventó el rollo Parker House ; y acuñó la palabra " scrod ", que no es un tipo de pescado, sino un término para el pescado blanco más fresco, fino y joven del día.
Jacques Offenbach se alojó en el hotel durante una gira por los Estados Unidos en 1876 e, inspirado por los rollos, cantó una melodía a sus amigos como una broma. Más tarde lo usaría como tema en su ópera, Los cuentos de Hoffmann .
El 31 de mayo de 1884, cuando el fundador Harvey Parker murió a la edad de 79 años, fue enterrado en el cementerio de Mount Auburn, el "hogar permanente" de muchas de las personas más prestigiosas de Boston. El ambicioso granjero de Maine que llegó a Boston casi sin dinero en 1825, murió con un patrimonio neto de $1.272.546,94. El testamento de Parker otorgó $ 100,000 al nuevo Museo de Bellas Artes de Boston y sentó las bases para su Departamento de Impresión.
El hotel pasó a los socios de Parker, Edward O. Punchard y Joseph H. Beckman hasta 1891, cuando Joseph Reed Whipple asumió el control de Parker House. Para proporcionar a sus comensales de Boston los mejores y más frescos productos alimenticios disponibles, Whipple estableció su propia granja lechera de 2500 acres en New Boston, New Hampshire. Valley View Farm se dividió en departamentos de lechería, pocilga y hennery, y empleaba a unas noventa personas. Con el fin de realizar entregas diarias a Boston, Whipple ayudó a construir un depósito de ferrocarril en New Boston y lo conectó a las líneas principales existentes con una vía secundaria que luego alquiló a Boston & Maine Railroad.

### SigloXX

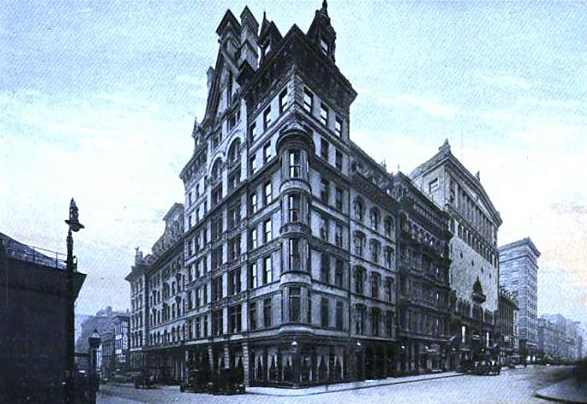
Parker House en 1910, que muestra una extensión posterior, con las alas anteriores detrás a la izquierda

El edificio Parker House original y las adiciones arquitectónicas posteriores fueron demolidos a mediados de la década de 1920 y reemplazados en 1927 por un edificio elegante y moderno, esencialmente el que se encuentra allí hoy. Un ala del hotel del siglo XIX permaneció abierta hasta que se completó el nuevo edificio en 1927, lo que permitió que el hotel reclame ser "el hotel en funcionamiento más antiguo de Estados Unidos". El hotel fue embargado por sus acreedores durante la Gran Depresión y vendido por el banco a Glenwood Sherrard en 1933.
James Michael Curley, el carismático "alcalde de los pobres" irlandés-estadounidense que dominó la política de Boston durante la primera mitad del siglo XX, era una presencia constante en Parker House, en parte porque Old City Hall se encontraba justo enfrente del hotel, en la calle Escuela. El bar Omni Parker House, The Last Hurray, recibió su nombre de la novela homónima de Edwin O'Connor de 1956, una crónica apenas disimulada de la colorida vida del alcalde Curley.
John F. Kennedy anunció su candidatura al Congreso en Parker House en 1946 y también celebró su despedida de soltero en la sala de prensa del hotel en 1953. Luego, el senador Kennedy también le propuso matrimonio a su futura esposa, Jackie Bouvier, en la Mesa 40 del Restaurante Parker's ubicado dentro del Hotel.
El hotel fue comprado por Dunfey Hotels en 1968. Inspirándose en el Saturday Club del siglo XIX, los Dunfey fundaron el New England Circle en 1974, reuniones decididas de activistas de una variedad de orígenes y experiencias diseñadas para promover el diálogo civil y cívico e inspirar un cambio comunitario constructivo. En 1983, Dunfey Hotels compró Omni Hotels y se reorganizó, con el nombre de Dunfey eliminado y Parker House colocado en la división Omni. En 1996, la cadena Omni Hotels y sus propiedades, incluida Parker House, fueron vendidas a TRT Holdings, propiedad del multimillonario de Texas Robert Rowling.

### SigloXXI
El hotel cuenta actualmente con 551 habitaciones y suites. En 2009, AAA nombró al hotel como uno de los 10 mejores hoteles históricos de EEUU. Es miembro del programa de Hoteles Históricos de América del National Trust for Historic Preservation.
Aunque el hotel no pudo recibir huéspedes temporalmente como resultado de la pandemia de COVID-19 en 2020, sigue siendo el hotel en funcionamiento continuo por más tiempo en los EEUU porque el personal continuó manteniéndolo y respondiendo a las consultas de los huéspedes para futuras reservas durante este periodo. Además, la propiedad continuó comercializando su Boston Cream Pie original.

## Empleados famosos
Ho Chi Minh trabajó como panadero en el hotel desde 1912 hasta 1913. Malcolm X, entonces con el nombre de Malcolm Little, trabajó como ayudante de camarero en el hotel en la década de 1940. Mucho antes de convertirse en una superestrella culinaria, Emeril Lagasse se desempeñó como segundo de cocina en las cocinas de Parker de 1979 a 1981.

## En la literatura y la música
Durante más de 150 años, Parker House ha aparecido en prosa y poesía ambientada en Boston y sus alrededores.
Edith Wharton incluyó una reunión privada entre los personajes, el Sr. Newland Archer y la condesa Ellen Olenska en Parker House en su célebre obra de principios del siglo XX, La edad de la inocencia. A Archer se le dice que la condesa Olenska se hospeda en Boston en Parker House, y él huye de Newport para encontrarse con ella allí. 
Quentin Compson se da el gusto de comer en Parker's Restaurante antes de suicidarse arrojándose desde el Anderson Memorial Bridge al río Charles en la novela de William Faulkner de 1929 "The Sound and the Fury".
En 'Death of a Salesman' de Arthur Miller, Willy Loman afirma que 'conoció a un vendedor en Parker House'. Uno se imagina que, como hoy, un vendedor se encontraría con personas en las áreas públicas de un gran hotel pero se quedaría, como Willy, en algún lugar como el 'Standish Arms'.
Aunque muchos libros "inquietantes" y "tours de fantasmas" afirman que el cuento 1408 de Stephen King de 1999, sobre un escritor que experimenta una estadía embrujada en un hotel de Nueva York llamado Dolphin, se basó en la habitación 303 de Parker House y el eventos sobrenaturales que rodean la habitación, el asistente personal de King dice que la afirmación es falsa.
En marzo de 1877, el humorista Mark Twain se hospedaba en la habitación 168. Un reportero del Boston Globe entró en la habitación de Twain, acompañado por un portero. Después de una pausa de varios momentos, Twain giró en su gran sillón y miró a su visitante. Con un periódico local en la mano y fumando un cigarro grande, Twain le comentó al reportero: "Usted ve por sí mismo que estoy bastante cerca del cielo, no teológicamente, por supuesto, pero según el estándar del hotel". La cita de Twain inspiró el título de la historia definitiva de Parker House, Heaven, By Hotel Standards, escrita por Susan Wilson y publicada más recientemente en 2019.
En la novela de Donna Tartt de 1992 La historia secreta, los personajes se quedaron en Parker House y mencionaron que era donde se había hospedado Dickens. En la novela de 2004 de Anita Diamant, The Boston Girl, el personaje principal experimenta una mala cita en Parker House.
El Parker Quartet, ganador del premio Grammy 2011, ambos fundados y actualmente con sede en Boston, lleva el nombre del hotel.